# Regierungsbezirk/Bund (China)
Regierungsbezirke (chinesisch 地區 / 地区, Pinyin dìqū) sind administrative Einheiten der Volksrepublik China. Die Bezeichnung Bund (盟,  méng) (auch: "Liga") im Autonomen Gebiet Innere Mongolei entspricht dem mongolischen Aimag. Die Bünde entsprechen den Regierungsbezirken in den anderen autonomen Gebieten und Provinzen Chinas.
Regierungsbezirke und Bünde unterstehen direkt der Regierung der Provinz oder des autonomen Gebietes, in dem sie sich befinden. Einzige Ausnahme sind die Regierungsbezirke Altay und Tacheng im Uigurischen Autonomen Gebiet Xinjiang, die der Regierung des Kasachischen Autonomen Bezirks Ili unterstellt sind.
Regierungsbezirke und Bünde sind "Provinzmittelbehörden", d. h., sie haben keine Volkskongresse (人大,  réndà), keine Politische Konsultativkonferenz des Chinesischen Volkes (PKKCV, 政協 / 政协,  zhèngxié) und vor allem keine Volksregierung (人民政府,  rénmín zhèngfǔ). Stattdessen haben sie ein Verwaltungsamt (行政公署,  xíngzhèng gōngshǔ). 
Im Jahr 2021 gab es noch sieben Regierungsbezirke und drei Bünde in China. Ihre Zahl wird möglicherweise in Zukunft weiter abnehmen, da sie in bezirksfreie Städte umgewandelt werden sollen. Mancherorts (z. B. im Autonomen Gebiet Tibet) werden Regierungsbezirke aber vermutlich noch lange Zeit bestehen bleiben.

## Regierungsbezirke
Nachfolgende Liste enthält alle heute noch existierenden sieben Regierungsbezirke, geordnet nach ihrer Unterstellung auf Provinzebene:
| Provinz/Autonomes Gebiet              | Regierungsbezirk |
| ------------------------------------- | --- |
| Provinz Heilongjiang                  | - Großes Hinggan-Gebirge |
| Autonomes Gebiet Tibet                | - Ngari |

Regierungsbezirke in der Volksrepublik China

| Uigurisches Autonomes Gebiet Xinjiang | - Aksu - Altay (untersteht dem Autonomen Bezirk Ili) - Hotan - Kaschgar - Kumul - Tacheng (untersteht dem Autonomen Bezirk Ili) |

## Bünde (Aimags)
Die Zahl der Bünde nahm seit 1983 kontinuierlich ab von neun im Jahr 1982 auf acht im Jahr 1990 und sieben im Jahr 2000. Seit 2007 existieren noch drei Bünde. Sie liegen alle im Autonomen Gebiet Innere Mongolei.

Bünde/Ligen in der Volksrepublik China

| Provinz/Autonomes Gebiet         | Bund/Liga                    |
| -------------------------------- | ---------------------------- |
| Autonomes Gebiet Innere Mongolei | - Alxa - Hinggan - Xilin Gol |